# Northrop Gamma
El Northrop Gamma fue un monoplano de transporte monomotor de estructura metálica, diseñado y construido por la firma aeronáutica estadounidense Northrop Corporation y empleado en la década de 1930 como avión postal, de investigación y utilizado en el establecimiento de varios récords. Hacia el final de su servicio, fue utilizado como base para el desarrollo de un bombardero ligero. 

## Diseño y desarrollo
El Gamma fue un posterior desarrollo del exitoso Northrop Alpha y compartía las innovaciones aerodinámicas de su predecesor, con alas reforzadas de construcción multicelda. Al igual que en los últimos Alpha, el tren de aterrizaje fijo estaba cubierto por unos característicos carenados aerodinámicos y se introdujo una cabina completamente cerrada.

## Historia operacional

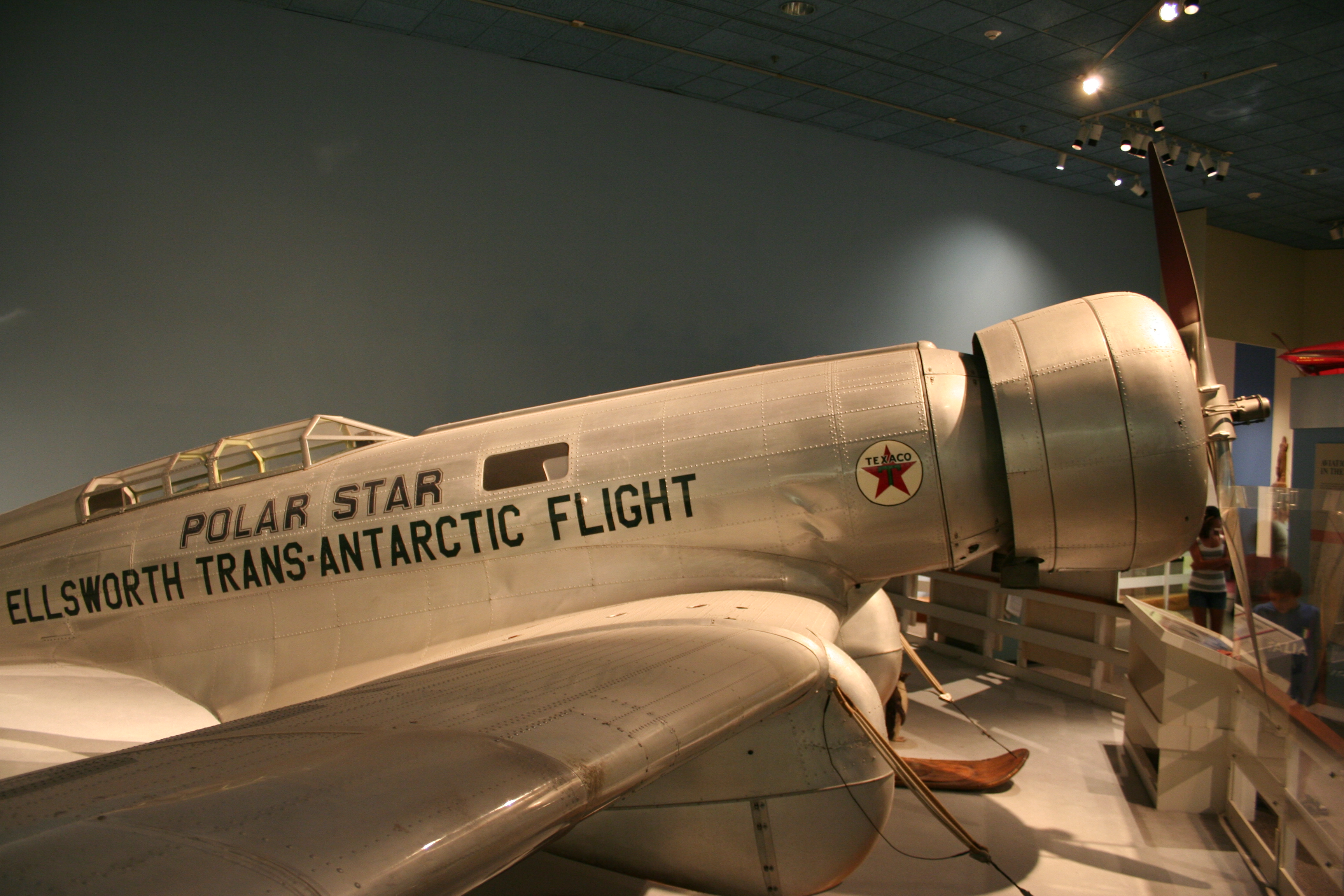
El Polar Star, expuesto en el Museo Nacional del Aire y el Espacio.

El Gamma tuvo un servicio civil bastante limitado como aviones correo con Trans World Airlines, pero tuvo una brillante carrera como laboratorio volante y avión para romper récords. El ejército estadounidense encontró el diseño lo suficientemente interesante como para impulsar a Northrop a desarrollar el bombardero ligero Northrop A-17. Las versiones militares del Gamma entraron en combate con las Fuerzas Aéreas de la Segunda República Española y en China, donde 25 aviones Gamma 2E fueron ensamblados en dicho país con piezas suministradas por Northrop.
El 2 de junio de 1933, Frank Hawks voló en su Gamma 2A "Sky Chief", equipado con el entonces nuevo piloto automático Sperry, desde Los Ángeles a Floyd Bennett Field, Nueva York, en un vuelo récord de 13 h, 26 min y 15 s, a una velocidad media de 291 km/h. En 1935, Howard Hughes mejoró este tiempo en su Gamma 2G modificado, efectuando el recorrido transcontinental en 9 h, 26 min y 10 s.
El Gamma más famoso fue el Polar Star. El avión fue transportado por barco y descargado sobre la banquisa de hielo en el mar de Ross, durante la expedición de Lincoln Ellsworth a la Antártida de 1934. El Gamma casi se perdió cuando se rompió el hielo debajo de él, por lo cual tuvo que ser enviado a Estados Unidos para ser reparado. La segunda misión del Polar Star en la Antártida, en septiembre de 1934, también fue en vano (se le rompió una varilla de conexión y nuevamente tuvo que ser enviado para ser reparado). El 3 de enero de 1935, Ellsworth y el piloto Bernt Balchen finalmente volaron sobre la Antártida.
El 23 de noviembre de 1935, Ellsworth y el piloto canadiense Herbert Hollick-Kenyon intentaron efectuar el primer vuelo transantártico desde la isla Dundee, en el mar de Weddell hasta Little America. La tripulación hizo cuatro escalas durante su viaje, siendo las primeras personas en visitar la Antártida Occidental. Durante una escala, una nevasca cubrió completamente el fuselaje con nieve y tardaron un día en retirarla. El 5 de diciembre, después de viajar más de 3865 km (2400 millas), el avión se quedó sin combustible a sólo 40 km (25 millas) de la meta. A la intrépida tripulación le tomó seis días recorrer el resto del trayecto y se quedaron en el campamento abandonado de Richard Evelyn Byrd, hasta que fueron encontrados por el navío de investigación Discovery II, el 15 de enero de 1936. El Polar Star fue posteriormente recuperado y donado al Museo Nacional del Aire y el Espacio del Instituto Smithsoniano, donde está expuesto actualmente.

## Variantes

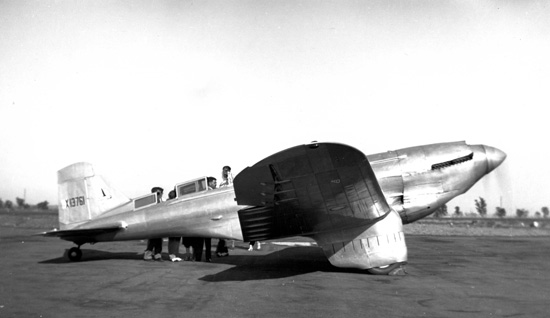
Gamma 2G.

Gamma 2A
Primer avión de serie, vendido a Texaco, fue utilizado por el famoso piloto Frank Hawks con el nombre de Sky Chief,  para la realización de vuelos de récord, estaba propulsado por un motor radial Wright Whirlwind de 585 kW (785 hp).
Gamma 2B
Versión biplaza con controles en tándem, voló a través de la Antártida como Polar Star. Estaba propulsado por un motor radial Pratt & Whitney Wasp de 373 kW (500 hp).
Gamma 2C (YA-13)
Versión de bombardeo propuesta por Northrop para competir con el Curtiss A-12 Shrike; armada con 4 ametralladoras de 7,62 mm en las alas, una del mismo calibre sobre un afuste flexible para defensa posterior, y una carga de hasta 500 kg de bombas bajo las alas. En 1933 fue evaluada por el Cuerpo Aéreo del Ejército de los Estados Unidos.
XA-16
Prototipo del YA-13 redesignado después de ser equipado con un motor Pratt & Whitney R-1830 de 9 cilindros.
Gamma 2D
Versión de carga empleada por TWA, de la cual se construyeron tres unidades, equipadas con un motor Wright Cyclone de 529 kW (710 hp). Un avión fue convertido en un "Laboratorio Climático Experimental" para estudiar el congelamiento, los sobrealimentadores, las radios y las turbulencias en altitudes de 6100-10670 m (20 000-35000 pies), siendo empleado después por el Cuerpo Aéreo del Ejército de los Estados Unidos con la designación UC-100. Otro avión retirado de TWA, fue comprado y empleado por las Fuerzas Aéreas de la República Española FARE en patrullas de protección de costas.
Gamma 2E
Similar al Gamma 2C en lo que a armamento respecta, a excepción de una carga de bombas de 727 kg, empleado por la Fuerza Aérea de la República de China como bombardero ligero hasta 1938, y con algunas unidades ensambladas en China. Un avión, con el número K5053, fue empleado por la RAF en el Establecimiento Experimental de Aeroplanos y Armamento británico, mientras que dos fueron suministrados en 1933 al Servicio Aéreo de la Armada Imperial Japonesa para su evaluación, con el nombre Northrop BXN.
Gamma 2F
Otra versión de ataque, desarrollada en paralelo con la Gamma 2C, entrando en servicio como el Northrop A-17 Nomad.
Gamma 2G
Versión biplaza de carreras, originalmente propulsada por un motor DOHC V-12 a 60° Curtiss Conqueror de 745 hp, posteriormente sustituido por un Pratt & Whitney Twin Wasp Junior, y finalmente por un Wright Cyclone SGR-1820-G-5. Fue pilotado por Jacqueline Cochran y Howard Hughes.
Gamma 2H
Banco de pruebas para el piloto automático Sperry, también fue pilotado por Russell Thaw y llegó en tercer lugar en la carrera del Trofeo Bendix de 1935.
Gamma 2J
Entrenador biplaza propulsado por un motor Pratt & Whitney Wasp de 448 kW (600 hp) y con tren de aterrizaje retráctil, ideado para el Cuerpo Aéreo del Ejército de los Estados Unidos. En su lugar fue elegido el North American BC-1. Solo se construyó un avión.
Gamma 2L
Empleado por la Bristol Aeroplane Company para probar el motor Bristol Hercules.
Gamma 5A
Un avión exportado a la Armada Imperial Japonesa (con la designación BXN1), como un estudio sobre ingeniería moderna; se estrelló en las pruebas.
Gamma 5B
Un único biplaza con la cabina adelantada, comprado en 1937 y empleado por las Fuerzas Aéreas de la República Española para patrullaje costero.
Gamma 5D
Un avión exportado a Japón con equipo "Tipo Ejército" (y designación BXN2), estudiado por la Compañía Aeronáutica Nakajima, y luego cedido a la Manchukuo National Airways, que lo empleó para reconocimiento aéreo sobre China y la Unión Soviética.

## Operadores

### Militares
España
- Fuerzas Aéreas de la República Española: Northrop Gamma 2D y 5B.

 Estados Unidos
- Cuerpo Aéreo del Ejército de los Estados Unidos

 Japón
- Servicio Aéreo de la Armada Imperial Japonesa: como el BXN.

 República de China

### Civiles
Estados Unidos
- Trans World Airlines

 Manchukuo
- Manchukuo National Airways

## Especificaciones (Gamma 2D)
Referencia datos: McDonnell Douglas Aircraft since 1920

### Características generales
- Tripulación: Uno (piloto)
- Longitud: 9,5 m (31,2 ft)
- Envergadura: 14,6 m (47,8 ft)
- Altura: 2,7 m (9 ft)
- Superficie alar: 33,7 m² (362,8 ft²)
- Peso vacío: 1868 kg (4117,1 lb)
- Peso cargado: 3334 kg (7348,1 lb)
- Planta motriz: 1× motor radial de 9 cilindros refrigerado por aire Wright R-1820 Cyclone.
  - Potencia: 530 kW (731 HP; 721 CV)

### Rendimiento
- Velocidad máxima operativa (Vno): 395 km/h (245 MPH; 213 kt) a 1920 m
- Velocidad crucero (Vc): 328 km/h (204 MPH; 177 kt)
- Alcance: 3170 km (1712 nmi; 1970 mi)
- Techo de vuelo: 7130 m (23 392 ft)
- Régimen de ascenso: 7,1 m/s (1398 ft/min)
- Carga alar: 98,9 kg/m² (20,3 lb/ft²)
- Potencia/peso: 0,16 kW/kg

## Aeronaves relacionadas

### Desarrollos relacionados
- Northrop Alpha
- Northrop Beta
- Northrop Delta
- Northrop YA-13
- Northrop A-17

### Aeronaves similares
- Lockheed Model 9 Orion
- Curtiss A-12 Shrike

### Secuencias de designación
- Secuencia Griega (interna de Northrop): Alpha - Beta - Gamma - Delta
- Secuencia C-_ (Aviones de Carga del USAAC/USAAF/USAF, 1924-1962): ← C-97/KC-97 - C-98 - C-99 - C-100 - C-101 - C-102 - C-103 →
- Secuencia A-_ (Aviones de Ataque del USAAC/USAAF, 1924-1948): ← A-10 - A-11 - A-12 - A-13 - A-14 - A-15 - A-16 - A-17 - A-18 - A-19 →
- Secuencia B__ (Torpederos de la Armada japonesa): ← B5N - B6N - B7A - BXN